# Antipater van Tarsus
Antipater van Tarsus (Oudgrieks: Ἀντίπατρος) (? – 137 v.Chr.) was een oud-Grieks stoïcijns filosoof. Hij was de volgeling en opvolger van Diogenes van Babylon en de leermeester van Panaetius van Rhodos.

## Biografie
Noch over het persoonlijke leven van Antipater, noch over diens leer beschikken is veel bekend. Ondanks het ontbreken van concrete informatie kan op basis van diverse getuigenissen van klassieke auteurs worden gesteld dat hij een gerenommeerd man was met een goede reputatie. Cicero noemt hem in verscheidene van zijn werken in één adem met filosofen als Zeno van Citium, Cleanthes en Chrysippos als een van de meest vooraanstaande stoïcijnse filosofen. Ook andere auteurs dichtten hem veel eer toe.
Het is bekend dat hij in 160 v.Chr. van Tarsus naar Athene reisde en zich daar aansloot bij de Stoïcijnse School.
Antipater nam een belangrijke positie in bij de discussies die destijds voortdurend plaatsvonden tussen de stoïcijnse school en de Platoonse Akademie. Volgens bronnen (o.a. Eus., Praeparatio evangelica,xiv. 8) voelde hij zich niet capabel genoeg om zich te verweren tegen het retorische geweld van zijn tijdgenoot en platonist Carneades, waardoor hij ervoor koos zich te beperken tot het werken aan geschriften.
Antipater pleegde zelfmoord in 137 v.Chr.

## Leer
Hij schreef een traktaat over de goden, waarin hij een verdedigde dat goden gezien moesten worden als een "gezegende, oncorrumpeerbare wezens die de mens goed gezind waren" en wees de argumenten af van diegenen die aan een god ontstaan en vergaan, een begin en een einde, toekenden. Tot deze groep zou volgens Plutarchus (de Stoic. Rep. p.192.) onder meer Chrysippos behoord hebben.
Naast dit traktaat schreef hij ook twee boeken over wichelarij, het verkrijgen van informatie via bovennatuurlijke media, wat een populair thema was binnen het stoïcisme in die periode. In deze boeken trachtte hij wetenschappelijke waarheden te verklaren vanuit voorkennis en de goedheid van de goden. Daarnaast gaf hij een verklaring van dromen als bovennatuurlijke imitaties van de toekomst en verzamelde hij verhalen van wichelarij die toegeschreven worden aan Socrates.
Volgens Stobaeus (in De Fate) was hij er ook van overtuigd dat Geloof een god was, hoewel het niet duidelijk is wat hij met deze uitdrukking bedoeld heeft.
Athenaeus beweert ook dat Antipater een traktaat schreef met als titel Peri Deisidaimonias. Dit is echter niet overgeleverd.
Van Antipaters leer over ethiek is weinig meer bekend dan enkele fragmentaire passages. De passages die overgeleverd zijn geven wel aan dat de discipline in verval begon te raken in zijn tijd. De onderwerpen die behandeld werden waren eerder details en men had meer interesse voor de toepassing van regels dan voor de morele principes zelf. Cicero oordeelt in zijn De Officiïs wel dat gezegd kan worden dat hij op vlak van de moraal beter in staat was oplossingen te bieden voor problemen dan zijn leermeester Diogenes van Babylon.